# Ulises Gamboa
Leonardo Ulises Gamboa (Buenos Aires, 3 ottobre 1975) è un ex rugbista a 15 e allenatore di rugby a 15 argentino il cui ruolo era quello di pilone.

## Biografia
È cresciuto nelle giovanili del San Cirano di Villa Celina (La Matanza, provincia di Buenos Aires), con cui si aggiudicò nel 1998 il campionato Nacional de Clubes. In argentina ha fatto parte della rappresentativa di Buenos Aires con cui ha vinto il Campionato argentino del 2006 e della rappresentativa nazionale under 21.
Arrivò in Italia nel 2006 all'Amatori Catania, squadra in cui rimase per due stagioni in Super 10.
Nel 2007 lasciò il club siciliano e si trasferì in Francia al Béziers in Pro D2, inizialmente con un contratto biennale, ma dopo una sola stagione tornò in Italia al Rugby Roma.
Nel 2010 fu ingaggiato per una stagione dalla neonata franchise degli Aironi di Viadana, con l'incarico aggiunto di allenatore degli avanti delle giovanili del club capofila, Viadana appunto, giocando in Pro12 e in Heineken Cup. Nel febbraio 2012 si trasferì alla squadra scozzese dell'Edinburgh sempre in Pro12. Ritorna nel 2013 in argentina come allenatore degli avanti del San Cirano.
Nella stagione 2013-2014 ha ricoperto il ruolo di allenatore degli avanti ne L'Aquila Rugby 1936 in Serie A1 giocando anche una partita con il Rubano.
Nel settembre 2014 è stato ingaggiato dal Rugby Viadana come allenatore degli avanti e giocatore. Nel 2015 si ritira dal rugby giocato ma continua l'esperienza in Lombardia come assistente-allenatore del Viadana e come head coach del Caimani Rugby (squadra cadetta del gialloneri) in serie B, con cui gioca anche una partita.
A marzo 2018, pur continuando il suo rapporto con i Caimani, viene contattato come assistente allenatore di Sosene Anesi ai Timișoara Saracens. Dopo la vittoria nel campionato rumeno viene confermato alla guida tecnica del club.

## Palmarès
- Campionati argentini: 1
Buenos Aires: 2006
- Nacional de Clubes: 1
San Cirano: 1998